# Otakar Fiala (cyklista)
Otakar Fiala (* 26. srpna 1962 Rakovník) je bývalý československý a později český profesionální cyklista a následně sportovní ředitel. 

## Kariéra závodníka
Fiala zahájil svou cyklistickou kariéru v TJ Stadion Louny. Následně působil v několika dalších týmech, včetně RH Plzeň, Slušovice, CK Příbram a CK Královopolská Brno. Během své kariéry dosáhl řady úspěchů, včetně vítězství v etapovém závodě Bohemia Tour v roce 1986 a druhých míst v letech 1989 a 1991. V roce 1987 se zúčastnil prestižního Závodu míru, kde obsadil 24. místo.
Fiala byl také úspěšným týmovým jezdcem. V roce 1986 se stal mistrem republiky v časovce družstev a v letech 1988 a 1990 obsadil druhé místo.

## Trenérská kariéra
V současnosti je Otakar Fiala uznávaný trenér silniční cyklistiky, který se specializuje na systematickou práci s mladými cyklisty. Jeho trenérské úspěchy zahrnují třicetileté trénování cyklistického policejního klubu Olymp, od roku 2025 nejlepšího českého profi týmu ATT Investments a desetileté působení jako reprezentační trenér silničních cyklistů. Za své zásluhy byl oceněn jako nejlepší trenér silniční cyklistiky.
Je držitelem 1. trenérské třídy. 

## Úspěšní svěřenci
- René Andrle: Mistr ČR v roce 1995, profesionál v týmech ONCE, Liberty Seguros, Würth Team.
- František Raboň: Mistr Evropy do 23 let v silničním závodu, 3x Mistr České republiky v časovce mužů.
- Petr Benčík: Reprezentant na Letních olympijských hrách v Pekingu, Mistr republiky v závodě mužů.
- Zdeněk Mlynář: Mistr světa v kategorii juniorů.
- Jan Bárta: 2. místo ve 14. etapě na závodě Giro d'Italia.
- Tomáš Bucháček: Mistr republiky v silničním závodě.

## Osobní život
Otakar Fiala je rozvedený a má čtyři děti.[zdroj⁠?!]